# Liên Minh Huyền Thoại - Khu vực đại chiến
Khu vực đại chiến (tiếng Anh: Rift Rivals) là một chuỗi các giải đấu Liên Minh Huyền Thoại xuyên khu vực được tổ chức bởi Riot Games từ năm 2017 – 2019. Khu vực đại chiến gồm 5 giải đấu đồng thời trong đó các khu vực liên quan sẽ đọ sức với nhau. Các đội có thành tích tốt nhất trong giải khu vực Mùa xuân (hoặc mùa khai mạc khác) của năm sẽ được mời tham dự một giải đấu với các đội hàng đầu của khu vực khác. Năm 2019 sự kiện này đã bị thu hẹp chỉ còn hai giải đấu lớn nhất: LCS (NALCS) vs. LEC (EULCS) cho Bắc Mỹ & Châu Âu và LPL vs. LCK vs. LMS-VCS cho Hàn Quốc / Trung Quốc / Đài Loan / Việt Nam.
Do đại dịch COVID-19, Khu vực đại chiến 2020 đã bị Riot hủy bỏ, thời gian dự kiến ban đầu là vào tháng 7 năm 2020, cũng do đại dịch này mà Mid-Season Invitational (MSI) bị hủy bỏ. Tại thời điểm này Riot cũng đã tuyên bố sẽ "tạm hoãn" các giải đấu khác.

## LEC vs. LCS
- Châu Âu - LCS EU (2017 – 2018) / LEC (2019)
- Bắc Mỹ - NA LCS (2017 – 2018) / LCS (2019)

| Năm  | Địa điểm    | Khu vực      | Khu vực          | Kết quả     | Kết quả | Kết quả | Kết quả  |
| Năm  | Địa điểm    | NA LCS/LCS   | EU LCS/LEC       | Chiến thắng | Tỉ số   | Tỉ số   | Thất bại |
| ---- | ----------- | ------------ | ---------------- | ----------- | ------- | ------- | -------- |
| 2017 | Berlin      | Team SoloMid | G2 Esports       | NA LCS      | 3       | 0       | EU LCS   |
| 2017 | Berlin      | Cloud9       | Unicorns of Love | NA LCS      | 3       | 0       | EU LCS   |
| 2017 | Berlin      | Phoenix1     | Fnatic           | NA LCS      | 3       | 0       | EU LCS   |
| 2018 | Los Angeles | Team Liquid  | Fnatic           | EU LCS      | 3       | 1       | NA LCS   |
| 2018 | Los Angeles | 100 Thieves  | G2 Esports       | EU LCS      | 3       | 1       | NA LCS   |
| 2018 | Los Angeles | Echo Fox     | Splyce           | EU LCS      | 3       | 1       | NA LCS   |
| 2019 | Los Angeles | Team Liquid  | G2 Esports       | LEC         | 3       | 1       | LCS      |
| 2019 | Los Angeles | Team SoloMid | Origen           | LEC         | 3       | 1       | LCS      |
| 2019 | Los Angeles | Cloud9       | Fnatic           | LEC         | 3       | 1       | LCS      |

## LPL vs. LCK vs. LMS-VCS
- Trung Quốc (LPL)
- Hàn Quốc (LCK)
- Đài Loan / Hồng Kông / Macao (LMS) (2017 – 2018) / Đài Loan / Hồng Kông / Macao-Việt Nam (LMS- VCS) (2019)

| Năm  | Địa điểm | Khu vực             | Khu vực           | Khu vực           | Kết quả | Kết quả | Kết quả | Kết quả | Hạng 3  |
| Năm  | Địa điểm | LPL                 | LCK               | LMS/LMS-VCS       | Vô địch | Tỉ số   | Tỉ số   | Á quân  | Hạng 3  |
| ---- | -------- | ------------------- | ----------------- | ----------------- | ------- | ------- | ------- | ------- | ------- |
| 2017 | Cao Hùng | Team WE             | SK Telecom T1     | Flash Wolves      | LPL     | 3       | 1       | LCK     | LMS     |
| 2017 | Cao Hùng | Royal Never Give Up | kt Rolster        | ahq e-Sports Club | LPL     | 3       | 1       | LCK     | LMS     |
| 2017 | Cao Hùng | Edward Gaming       | Samsung Galaxy    | J Team            | LPL     | 3       | 1       | LCK     | LMS     |
| 2017 | Cao Hùng | OMG                 | MVP               | Machi 17          | LPL     | 3       | 1       | LCK     | LMS     |
| 2018 | Đại Liên | Royal Never Give Up | KING-ZONE DragonX | Flash Wolves      | LPL     | 3       | 2       | LCK     | LMS     |
| 2018 | Đại Liên | Edward Gaming       | Afreeca Freecs    | G-Rex             | LPL     | 3       | 2       | LCK     | LMS     |
| 2018 | Đại Liên | Rogue Warriors      | kt Rolster        | MAD Team          | LPL     | 3       | 2       | LCK     | LMS     |
| 2018 | Đại Liên | Invictus Gaming     | SK Telecom T1     | Machi e-Sports    | LPL     | 3       | 2       | LCK     | LMS     |
| 2019 | Seoul    | Invictus Gaming     | SK Telecom T1     | Flash Wolves      | LCK     | 3       | 1       | LPL     | LMS-VCS |
| 2019 | Seoul    | JD Gaming           | Griffin           | MAD Team          | LCK     | 3       | 1       | LPL     | LMS-VCS |
| 2019 | Seoul    | FunPlus Phoenix     | KING-ZONE DragonX | Dashing Buffalo   | LCK     | 3       | 1       | LPL     | LMS-VCS |
| 2019 | Seoul    | Top Esports         | DAMWON Gaming     | EVOS Esports      | LCK     | 3       | 1       | LPL     | LMS-VCS |

## BR vs. LAN vs. LAS
- Brazil (BR)
- Bắc Mỹ Latinh (LAN)
- Nam Mỹ Latinh (LAS)

| Năm  | Địa điểm  | Khu vực         | Khu vực          | Khu vực           | Kết quả | Kết quả | Kết quả | Kết quả | Hạng 3 |
| Năm  | Địa điểm  | BR              | LAN              | LAS               | Vô địch | Score   | Score   | Á quân  | Hạng 3 |
| ---- | --------- | --------------- | ---------------- | ----------------- | ------- | ------- | ------- | ------- | ------ |
| 2017 | Santiago  | RED Canids      | Lyon Gaming      | Isurus Gaming     | BR      | 3       | 2       | LAS     | LAN    |
| 2017 | Santiago  | Keyd Stars      | Just Toys Havoks | Furious Gaming    | BR      | 3       | 2       | LAS     | LAN    |
| 2018 | São Paulo | KaBuM! e-Sports | Rainbow7         | Kaos Latin Gamers | BR      | 3       | 1       | LAS     | LAN    |
| 2018 | São Paulo | Vivo Keyd       | Infinity eSports | Rebirth eSports   | BR      | 3       | 1       | LAS     | LAN    |

## JP vs. OCE vs. SEA
- Nhật Bản (JP)
- Châu Đại Dương (OCE)
- Đông Nam Á (SEA)

| Năm  | Địa điểm              | Khu vực             | Khu vực             | Khu vực              | Kết quả | Kết quả | Kết quả | Kết quả | Hạng 3 |
| Năm  | Địa điểm              | JP                  | OCE                 | SEA                  | Vô địch | Tỉ số   | Tỉ số   | Á quân  | Hạng 3 |
| ---- | --------------------- | ------------------- | ------------------- | -------------------- | ------- | ------- | ------- | ------- | ------ |
| 2017 | Thành phố Hồ Chí Minh | Rampage             | Dire Wolves         | GIGABYTE Marines     | JP      | 3       | 1       | SEA     | OCE    |
| 2017 | Thành phố Hồ Chí Minh | DetonatioN FocusMe  | Legacy Esports      | Ascension Gaming     | JP      | 3       | 1       | SEA     | OCE    |
| 2017 | Thành phố Hồ Chí Minh | Unsold Stuff Gaming | Sin Gaming          | Mineski              | JP      | 3       | 1       | SEA     | OCE    |
| 2018 | Sydney                | PENTAGRAM           | Dire Wolves         | Ascension Gaming     | OCE     | 3       | 1       | SEA     | JP     |
| 2018 | Sydney                | DetonatioN FocusMe  | Chiefs Esports Club | Kuala Lumpur Hunters | OCE     | 3       | 1       | SEA     | JP     |
| 2018 | Sydney                | Unsold Stuff Gaming | Legacy Esports      | Mineski              | OCE     | 3       | 1       | SEA     | JP     |

## CIS vs. TR vs. VN
- Cộng đồng các quốc gia độc lập (CIS)
- Thổ Nhĩ Kỳ (TR)
- Việt Nam (VN, kể từ 2018)

| Năm  | Địa điểm              | Khu vực            | Khu vực                 | Khu vực          | Kết quả | Kết quả | Kết quả | Kết quả | Hạng 3 |
| Năm  | Địa điểm              | CIS                | TR                      | VN               | Vô địch | Tỉ số   | Tỉ số   | Á quân  | Hạng 3 |
| ---- | --------------------- | ------------------ | ----------------------- | ---------------- | ------- | ------- | ------- | ------- | ------ |
| 2017 | Moskva                | Virtus.pro         | Supermassive eSports    | N/A              | TR      | 3       | 0       | CIS     | N/A    |
| 2017 | Moskva                | Vaevictis e-Sports | Oyunfir Crew            | N/A              | TR      | 3       | 0       | CIS     | N/A    |
| 2017 | Moskva                | Vega Squadron      | Team Aurora             | N/A              | TR      | 3       | 0       | CIS     | N/A    |
| 2017 | Moskva                | M19                | 1907 Fenerbahce eSports | N/A              | TR      | 3       | 0       | CIS     | N/A    |
| 2018 | Thành phố Hồ Chí Minh | Gambit Esports     | SuperMassive eSports    | EVOS Esports     | TR      | 3       | 1       | CIS     | VN     |
| 2018 | Thành phố Hồ Chí Minh | RoX                | Royal Bandits           | GIGABYTE Marines | TR      | 3       | 1       | CIS     | VN     |
| 2018 | Thành phố Hồ Chí Minh | Team Just          | YouthCrew Esports       | Vikings Gaming   | TR      | 3       | 1       | CIS     | VN     |